# Форно Канавезе
Фо̀рно Канавѐзе (на италиански: Forno Canavese; на пиемонтски: Forn, Форн) е малко градче и община в Метрополен град Торино, регион Пиемонт, Северна Италия. Разположено е на 584 m надморска височина. Към 1 януари 2020 г. населението на общината е 3321 души, от които 346 са чужди граждани.